# Länsväg 126
Länsväg 126 går sträckan (Lammhult–) Bredhult – Alvesta – Ryd – Karlshamn. Sträckan ligger i Kronobergs och Blekinge län. Längden är 115 km.

## Historia
När vägnummer infördes på 1940-talet fick vägen Bredhult – Gottåsa (nära Grimslöv) beteckningen länsväg 92. År 1962 ändrades många länsvägsnummer och vägen fick då nummer 125. Vid 1962 års reform blev numret 126. Omkring 1970 förlängdes länsväg 126 med sträckan Gottåsa – Ryd – Karlshamn. Den vägen hade dittills inte haft vägnummer.
1973 byggdes en ny väg mellan Alvesta och Gottåsa förbi Vislanda. Tidigare gick vägen öster om Södra stambanan förbi Blädinge kyrka och korsade landsvägen Växjö-Ljungby öster om Vislanda i en vägkorsning vid Kojtasjön. Vid denna vägkorsning finns en f.d. bensinmack och bilverkstad kvar. 